# 中川勝弘
中川 勝弘（なかがわ かつひろ、1942年（昭和17年）3月11日 - 2016年（平成28年）7月8日）は、日本の元通産官僚、実業家。2013年7月時点でトヨタ自動車相談役。元通商産業審議官、元トヨタ自動車副会長。

## 来歴
東京大学法学部第2類（公法コース）卒業後、通商産業省に入省。ハーバード大学公共政策大学院（ケネディ・スクール）卒業 。通商政策局経済協力部長、機械情報産業局次長を経て、1993年（平成5年）貿易局長、1994年（平成6年）大臣官房長、1996年（平成8年）機械情報産業局長、1997年（平成9年）通商産業審議官を歴任し、1998年（平成10年）退官。
その後、2000年（平成12年）東京海上キャピタル会長、2001年（平成13年）トヨタ自動車常務、2002年（平成14年）同専務、2003年（平成15年）同副社長を経て、2004年（平成16年）から2009年（平成21年）まで同副会長を務める。
2016年7月8日に多臓器不全のため死去。74歳没。

## 略歴
- 1960年（昭和35年） 福岡県立修猷館高等学校卒業[4]
- 1964年（昭和39年） 国家公務員採用上級甲種試験（法律）合格
- 1965年（昭和40年） 東京大学法学部第2類（公法コース）卒業、通商産業省入省（大臣官房総務課配属）
入省同期に、川口順子、江崎格、清川佑二（東芝執行役専務、特許庁長官）、梅沢泉（日本ベンチャーエンタープライズセンター理事長、日本精工取締役、工業技術院技術審議官、中尾舜一（北海道通産局長、双日エネルギー会長・双日総合研究所所長、ニチメン常務）など
- 1982年（昭和57年）10月15日 通商産業省大臣官房広報課長
- 1984年（昭和59年）6月25日 通商産業省産業政策局企業行動課長
- 1986年（昭和61年）6月10日 通商産業省機械情報産業局自動車課長
- 1988年（昭和63年）6月14日 通商産業省貿易局総務課長
- 1989年（平成元年）6月27日 通商産業省大臣官房総務課長
- 1990年（平成2年）2月22日 大臣官房地方課長併任
- 1990年（平成2年）3月5日 大臣官房地方課長併任解除
- 1990年（平成2年）4月1日 大臣官房情報管理課長併任
- 1990年（平成2年）4月9日 大臣官房情報管理課長併任解除
- 1990年（平成2年）6月29日 通商産業大臣官房付
- 1990年（平成2年）8月6日 通商産業省通商政策局経済協力部長
- 1992年（平成4年）6月26日 通商産業省機械情報産業局次長
- 1993年（平成5年）6月25日 通商産業省貿易局長
- 1994年（平成6年）12月28日 通商産業大臣官房長
- 1996年（平成8年）8月7日 通商産業省機械情報産業局長
- 1997年（平成9年）7月11日 通商産業審議官
- 1998年（平成10年）6月26日 退官
- 1998年（平成10年）9月 東京海上火災保険株式会社顧問
- 2001年（平成13年）6月 同退任
- 2001年（平成13年）6月 トヨタ自動車株式会社常務取締役
- 2002年（平成14年）6月 トヨタ自動車株式会社専務取締役
- 2003年（平成15年）6月 トヨタ自動車株式会社取締役副社長
- 2004年（平成16年）5月 トヨタ自動車株式会社取締役副会長
- 2005年（平成17年）6月 中央精機株式会社監査役
- 2006年（平成18年）5月 松竹株式会社監査役
- 2006年（平成18年）6月 愛知製鋼株式会社監査役
- 2009年（平成21年）6月 トヨタ自動車株式会社相談役、株式会社国際経済研究所代表取締役理事長